# Phòng Thành Cảng
Phòng Thành Cảng (tiếng Trung giản thể: 防城港; bính âm: Fángchénggǎng) là một thành phố (địa cấp thị) thuộc Khu tự trị dân tộc Choang Quảng Tây, Trung Quốc.

## Lịch sử
Thời Minh lập ra tuần ti Phòng Thành, đến đời Thanh đổi thành huyện Phòng Thành. Ngày 1 tháng 5 năm 1958 thiết lập "Huyện tự trị các dân tộc Đông Hưng" trực thuộc tỉnh Quảng Đông. Tới năm 1965 chuyển giao cho Khu tự trị dân tộc Choang Quảng Tây quản lý. Từ 25 tháng 12 năm 1978 tới 23 tháng 5 năm 1993 gọi là "Huyện tự trị các dân tộc Phòng Thành" (防城各族自治县). Sau ngày 23 tháng 5 năm 1993 thì Huyện tự trị các dân tộc Phòng Thành bị triệt tiêu, thiết lập địa cấp thị gọi là "Phòng Thành Cảng thị", vẫn do Khu tự trị dân tộc Choang Quảng Tây quản lý.

## Địa lý và khí hậu
Phòng Thành Cảng là một địa cấp thị ven biển phía nam thuộc tỉnh Quảng Tây, giáp biên giới với thành phố Móng Cái, huyện Bình Liêu và huyện Hải Hà, tỉnh Quảng Ninh (Việt Nam) ở phía tây nam, huyện Ninh Minh (địa cấp thị Sùng Tả) ở phía tây, địa cấp thị Khâm Châu ở phía đông, huyện Phù Tuy (địa cấp thị Sùng Tả) ở phía bắc, quận Ung Ninh (địa cấp thị Nam Ninh) ở phía đông bắc. Phía nam là vịnh Bắc Bộ. Diện tích của địa cấp thị này là 6.181 km², trong đó 120 km² là các khu dân cư đô thị.

## Hành chính
Phòng Thành Cảng có 2 quận (thị hạt khu), 1 huyện, 1 huyện cấp thị (thành phố cấp huyện), trong đó có 19 hương, 13 trấn, 283 thôn và 19 nhai đạo.
- Các quận nội thị (thị hạt khu):
  - Cảng Khẩu (港口). Diện tích 370 km², 100.000 người (năm 2002)
  - Phòng Thành (防城). Diện tích 2.445 km², 370.000 người (năm 2002)
- Huyện cấp thị:
  - Đông Hưng (东兴). Diện tích 540,7 km², 110.000 người (năm 2007)
- Huyện:
  - Thượng Tư (上思). Diện tích 2.816 km², 210.000 người (năm 2002)

## Dân cư
Năm 2002 Phòng Thành Cảng có dân số tổng cộng 717.966. Dân cư bao gồm: người Hán 390.286 người chiếm 54,36%; người Choang 287.207 người chiếm 40%; người Dao 26.749 người chiếm 3,73%; người Kinh 12.288 người chiếm 1,71%, còn lại 0,2% thuộc các dân tộc thiểu số khác. Mật độ dân số 116 người trên 1 km² và tốc độ tăng dân số 7,75%/năm.